# Emer de Vattel

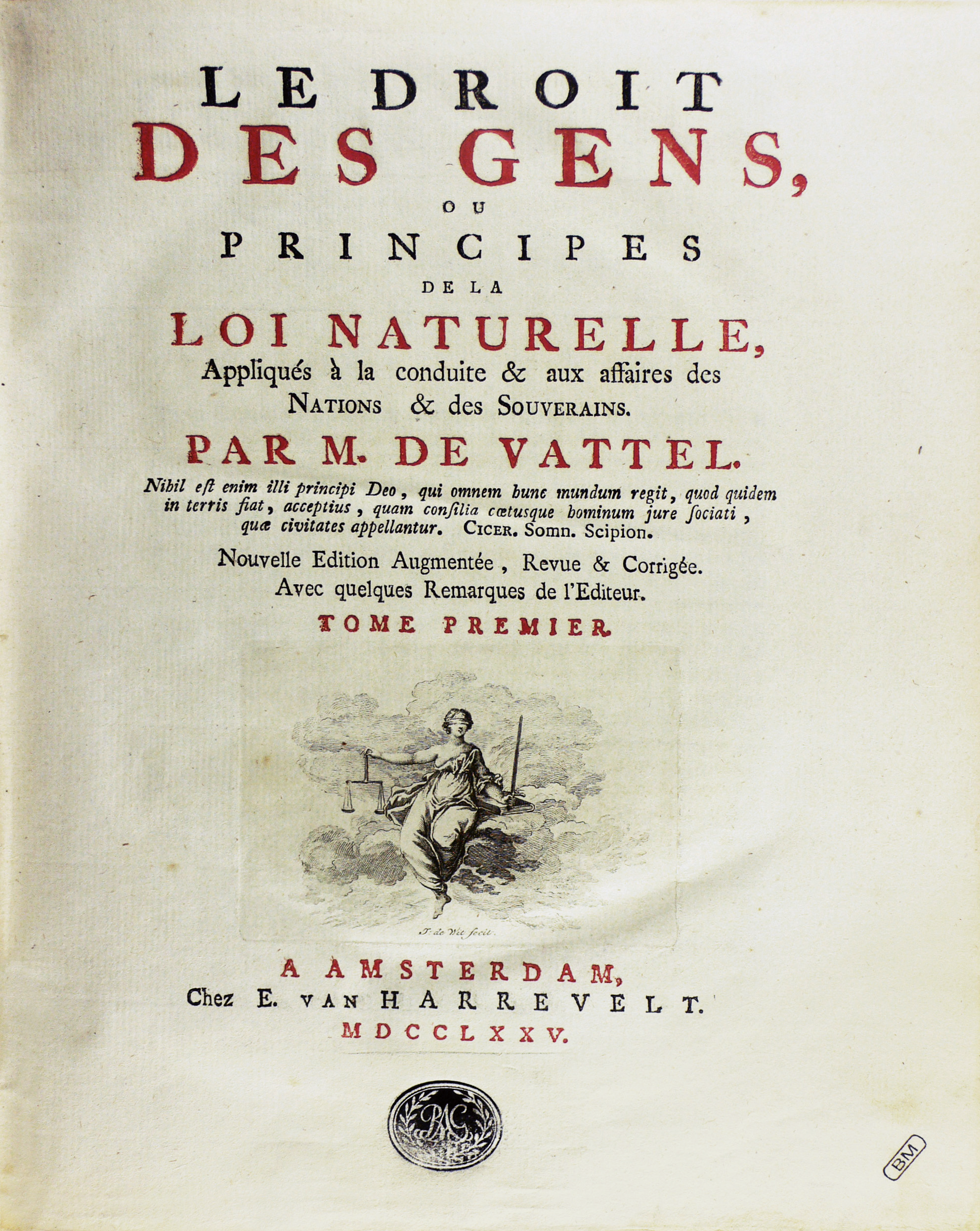
Le droit des gens, 1775.

Emer de Vattel (Couvet, 25 de abril de 1714 - Neuchâtel, 28 de dezembro de 1767) foi um filósofo, diplomata e jurista suíço cujas teorias lançaram as bases do moderno direito internacional e da filosofia política. Vattel foi fortemente influenciado pelo pensamento de Gottfried Leibniz e de Christian Wolff, que procurou integrar ao sistema jurídico e político. Em 1758, tornou-se conselheiro da corte do Eleitor Frederico Augusto III da Saxônia.
Sua obra mais famosa é o Direito das Gentes (em francês, Droit des gens; ou, Principes de la loi naturelle appliqués à la conduite et aux affaires des nations et des souverains), de 1758, traduzida ao português como VATTEL, Emmerich de. O direito das gentes. Ijuí: Unijuí, 2008.
1. ↑  Emmerich de VATTEL (30 de novembro de 2021). «O direito das gentes. Ijuí: Unijuí. 2008»